# Анте у Фрушкој гори
Анте у Фрушкој гори су археолошки локалитети који представљају хумке формиране изнад праисторијских гробова, спаљених или инхумираних покојника, са једном или више сахрањених индивидуа. Хумаста узвишења назиру се и данас на Фрушкој гори.
Овакав начин сахрањивања био је примењиван у периодима бронзаног и гвозденог доба. На већим хумкама током средњег века су формирана читава гробља. После склапања мира између Аустрије и Турске 1699. године, аустријски гроф Марсиљи успоставио је границу која ишла правцем Сланкамен—Сремска Митровица, тако што је подигао читав низ великих анти-хумки. Већи број уништен је пољопривредном обрадом.